# Aardgas

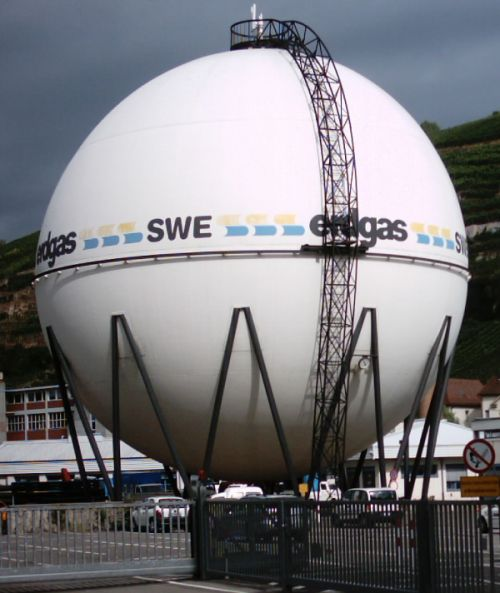
Gastank

Onder aardgas wordt verstaan alle uit de grond ontwijkende gassen. In de praktijk wordt de benaming gebruikt voor gasvormige fossiele brandstoffen. Brandbaar aardgas is een mengsel van lichte koolwaterstoffen (vooral methaan) en kleinere hoeveelheden stikstof, zuurstof en koolstofdioxide. Aardgas ontstaat bij het proces dat ook tot de vorming van aardolie leidt, en vertegenwoordigt de lichtere fractie organische producten van dat vormingsproces. Aardgas wordt vaak samen met aardolie gevonden, maar aardgas weet, anders dan de veel zwaardere aardolie, soms door te dringen in hogere aardlagen, waardoor er een scheiding kan zijn ontstaan.
In Europa wordt aardgas vooral in, en rond de Noordzee aangetroffen, onder andere onder het noorden van Nederland (zie ook Aardgaswinning in Nederland). Aardgas uit het Groningse Slochteren bestaat voor 81,9% uit CH4 (methaan), voor 3,3% uit hogere gasvormige koolwaterstoffen, voor 14% uit stikstof en 0,8% koolstofdioxide. Aardgas heeft per
winplaats vaak een andere samenstelling en bevat soms ook waterstofsulfide ("zuur gas").

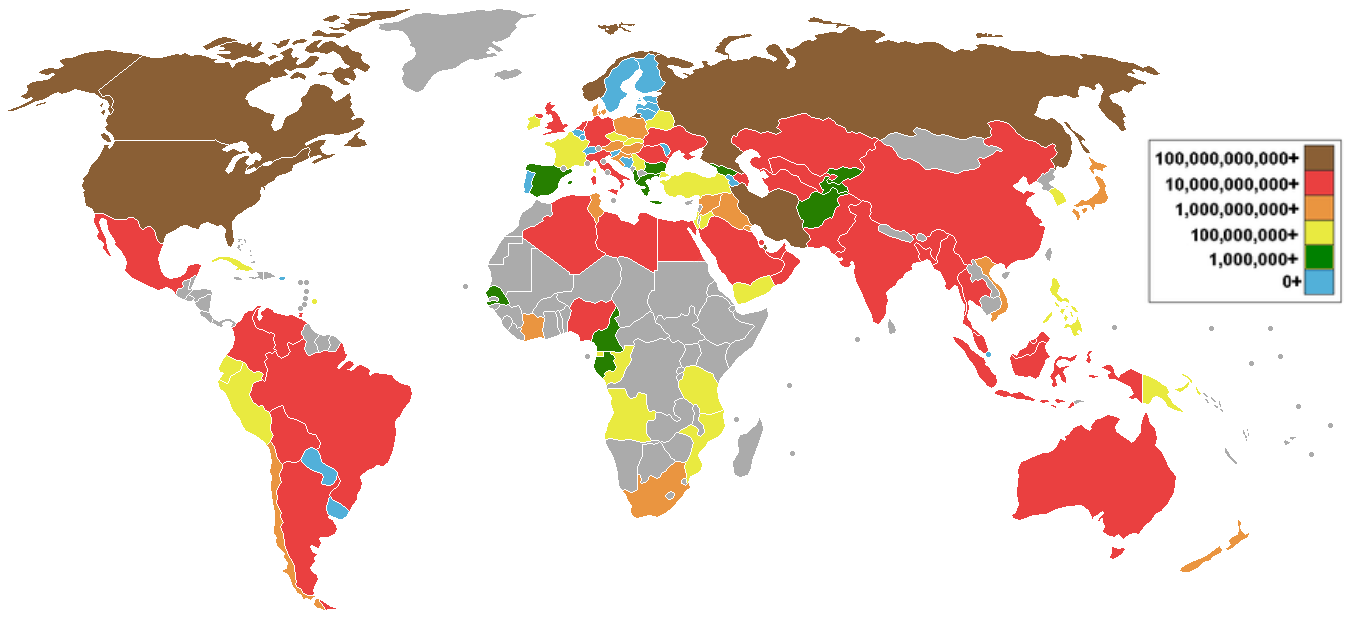
Aardgasproductie per land (bruin en rood gekleurde landen produceren het meest)

## Ontstaan van aardgas

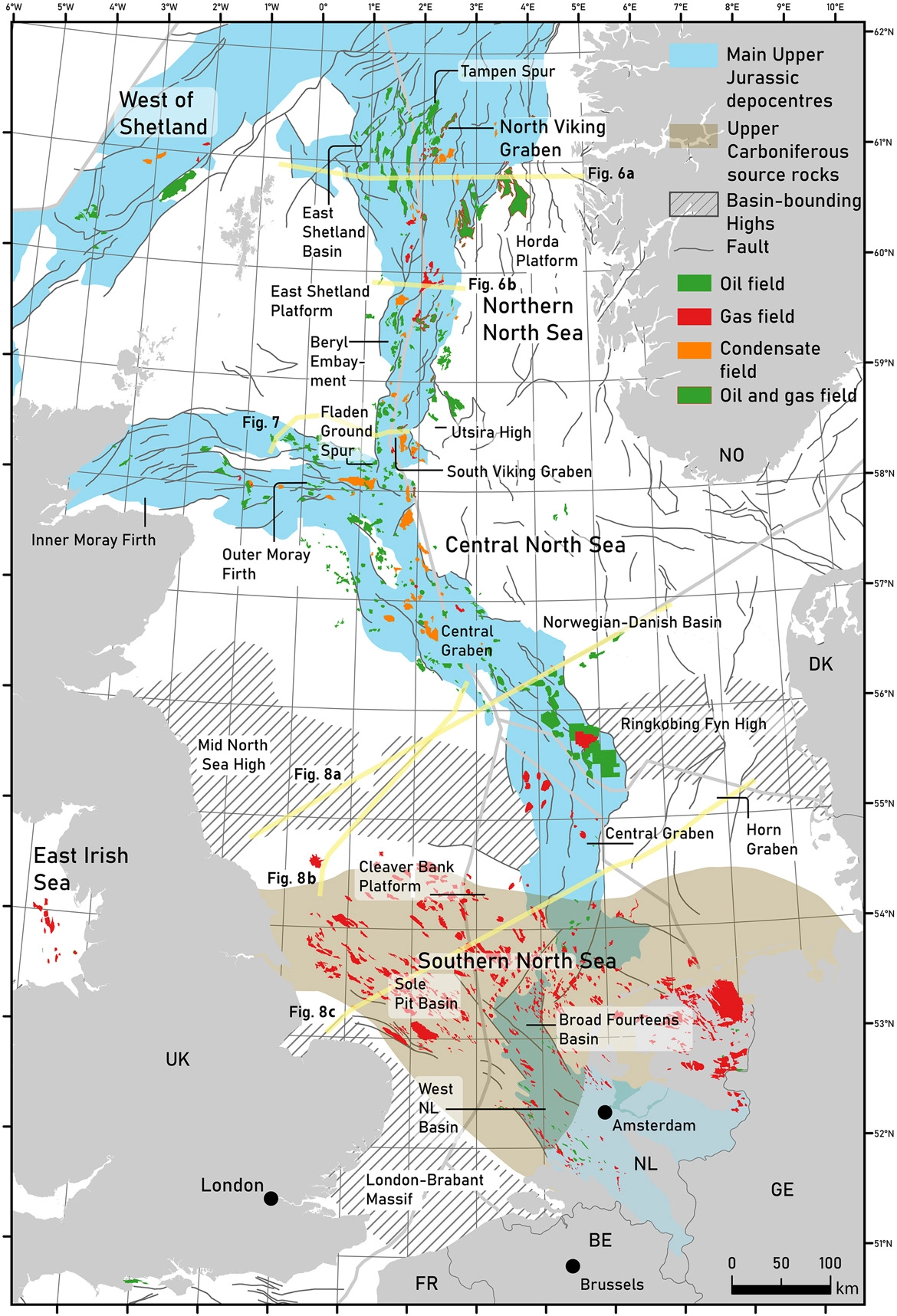
Aardgasvelden in het Noordzeebekken (rood)

De voorloper van aardgas, het kerogeen of aardwas, vormde zich op de zeebodem in tegenstelling tot steenkool en bruinkool, die in een moerassige omgeving werden gevormd.
Kerogeen is een vaste stof die geen neiging heeft om op te stijgen. Noodzakelijk was dat die zeebodem zeer zuurstofarm was, waardoor de bezinkende organismen niet volledig konden worden verteerd door aaseters of bacteriën. Zo vormde zich, ten gevolge van gedeeltelijke afbraak van de organische materie door anaerobe bacteriën, het kerogeen, dat te vinden is in de zogenaamde teerzanden. Als de kerogeen bevattende sedimenten later diep begraven werden onder andere sedimenten, kon het gebeuren dat de temperatuur opliep tot tegen de 100 graden Celsius. In dat geval werd het kerogeen omgezet in aardolie. Bij nog hogere temperaturen werd het omgezet in aardgas.
Aardolie en aardgas zijn veel lichter dan steen en water, dus de fossiele brandstof werd, als het bovenliggende gesteente poreus genoeg was, naar boven gedrukt. Vaak stuitte de aardolie of het aardgas dan uiteindelijk op een ondoordringbare laag en daar vormt zich dan een aardolie- of aardgasvoorkomen.
Aardgas wordt ook gewonnen uit ander organisch 'afval'. Zo zijn tijdens het Carboon veel planten en bomen in het moerasachtige landschap tot steenkool geworden, die tevens een bron van gas zijn. Dit is bijvoorbeeld in het Groningse Gas (bij Slochteren) het geval.

## Chemische eigenschappen
Aardgas is bij standaardomstandigheden een gas. Doordat aardgas voor het grootste deel uit methaan bestaat, voor 82%, ligt het kookpunt bij 1 bar op −162 °C of 112 K en het smeltpunt bij −183 °C of 91 K. De atomen van methaan vormen een regelmatig viervlak, dus hebben in evenwicht een bindingshoek van 109,5°.

## Fysische eigenschappen
Aardgas heeft een dichtheid van ongeveer 0,833 kg/m³ (bij 1 bar, 0°C). De relatieve dichtheid ten opzichte van lucht bedraagt circa 0,65. Het gas 'drijft' dus op lucht. Hierdoor zal het opstijgen, vergelijkbaar met lucht(bellen) onder water.
De verbrandingswarmte van aardgas dat aan Nederlandse huishoudens geleverd wordt bedraagt circa 35,17 MJ/m³ (bovenwaarde) of 31,65 MJ/m³ (onderwaarde). De Wobbe-index (dit is iets anders dan verbrandingswarmte) van aardgas dat aan Nederlandse huishoudens wordt geleverd dient tussen 43,46 en 44,41 MJ/m³ (bovenwaarde) te liggen. Dit is wettelijk vastgelegd omdat verbrandingsinstallaties op deze waarde zijn ontworpen, afwijking hiervan kan dus gevaarlijk zijn. Aardgas verschilt van samenstelling, afhankelijk van het veld waaruit het wordt gewonnen. Daardoor verschillen ook de verbrandingswarmte en de Wobbe-index. Bij verbranding in huishoudelijke verbrandingsketels is vooral de Wobbe-index van belang. Daarom wordt er in Nederland naar gestreefd om bij de gaslevering deze zo constant mogelijk te houden. Het is zelfs wettelijk geregeld dat deze tussen bovengenoemde grenzen dient te liggen. Dit wordt bereikt door het mengen van gassen uit verschillende velden en door het toevoegen van kleinere hoeveelheden stikstof. Het gevolg hiervan is wel dat de verbrandingswaarde (ook wel calorische waarde genoemd) in kleine mate gaat variëren. Om hiervoor te corrigeren, wordt bij de berekening van de prijs van aardgas een correctiefactor in rekening gebracht, zodat de consument per megajoule eenzelfde prijs blijft betalen.

## Samenstelling
De belangrijkste component van aardgas is methaan, maar de samenstelling wisselt afhankelijk van de bron. Dit is van invloed op de verbranding van het gas en daarom zorgen gasleveranciers door het mengen van gas voor constante eigenschappen (dat wil zeggen, gas met dezelfde Wobbe-index). Gronings gas bevat veel stikstof, waardoor de verbrandingswarmte lager is dan die van bijvoorbeeld Russisch gas. Gronings gas staat daarom ook bekend als 'laagcalorisch gas' met het buitenlandse gas als 'hoogcalorisch gas'.
Onderstaande tabel geeft een overzicht van de verschillen tussen Gronings gas, en het typische gas dat bijvoorbeeld in Canada geleverd wordt.
|                 |         | Gronings gas | Gronings gas | Gronings gas | Canadees gas (Union Gas) |
| Bestanddeel     | Formule | Volume-%     | Mol-%        | Massa-%      | Mol-%                    |
| --------------- | ------- | ------------ | ------------ | ------------ | ------------------------ |
| Methaan         | CH4     | 81,30        | 81,29        | 69,97        | 95,2                     |
| Ethaan          | C2H6    | 2,85         | 2,87         | 4,63         | 2,5                      |
| Propaan         | C3H8    | 0,37         | 0,38         | 0,90         | 0,2                      |
| Butaan          | C4H10   | 0,14         | 0,15         | 0,47         | 0,06                     |
| Pentaan         | C5H12   | 0,04         | 0,04         | 0,16         | 0,02                     |
| Hexaan          | C6H14   | 0,05         | 0,05         | 0,23         | 0,01                     |
| Stikstof        | N2      | 14,35        | 14,32        | 21,52        | 1,3                      |
| Zuurstof        | O2      | 0,01         | 0,01         | 0,02         | 0,02                     |
| Koolstofdioxide | CO2     | 0,89         | 0,89         | 2,10         | 0,7                      |

De reactie die het volledig verbranden van methaan volgt, is: {\displaystyle \mathrm {CH} _{4}+2\mathrm {O} _{2}\to 2\mathrm {H} _{2}\mathrm {O} +\mathrm {CO} _{2}}

## Transport en opslag

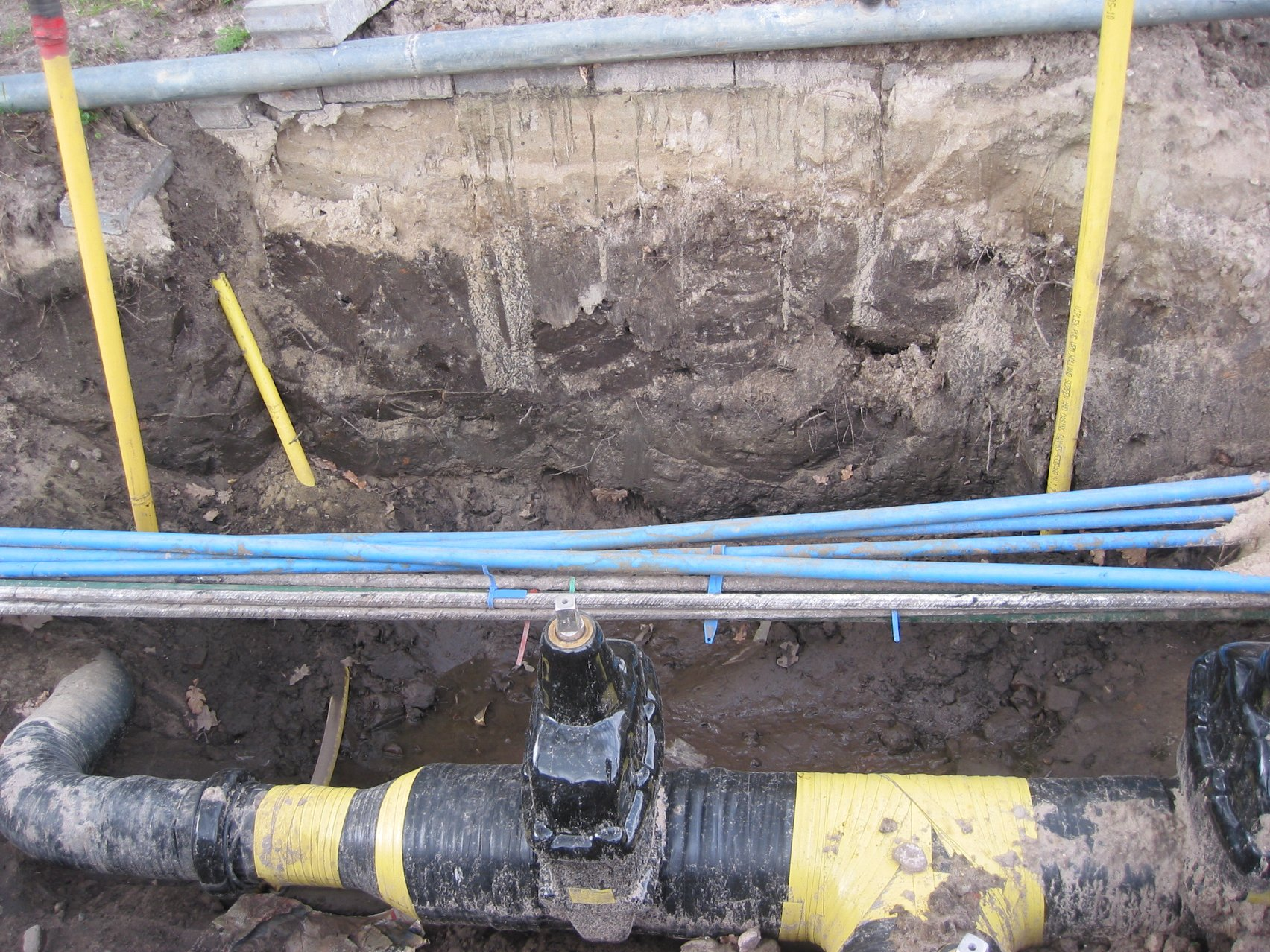
Ondergrondse gasleiding met afsluiter

Gas wordt bij voorkeur in metalen of kunststoffen gasleidingen vervoerd. Daarnaast wordt aardgas ook onder druk als compressed natural gas (cng) vervoerd, of als vloeistof, liquified natural gas (lng). Opslag in gasvorm kan in bolvormige containers of in ondergrondse gesteentelagen. Kleine hoeveelheden worden in tanks, cilinders en gasflessen opgeslagen. Lng wordt in geïsoleerde tanks opgeslagen.

### Pijpleidingen
Over het algemeen bestaat een pijpleiding uit aan elkaar gelaste buizen. De wanddiktes variëren van enkele millimeters tot ruim een centimeter, de diameter schommelt tussen 20 cm en 1 m of meer (oplopend tot zo'n 1,40 m). De buizen zijn vaak voorzien van een beschermende mantel. Na controle en voordat de leiding in de sleuf neergelaten wordt, krijgen de lassen een extra bekleding tegen met name corrosie. Kunststofleidingen worden toegepast, omdat het relatief goedkoop kan en minder gevoelig is voor corrosie.
Het is belangrijk dat een pijpleiding een voldoende hoeveelheid gas kan vervoeren en dus een hoge transportsnelheid kan waarborgen. Het gas stroomt van hoge naar lage druk. Langs het net bevinden zich krachtige compressiestations (ongeveer om de 80 km) die voor voldoende gasdruk zorgen.

#### Onderzeese pijpleidingen
Om aardgas uit velden die in zee liggen aan land te brengen, wordt gebruikgemaakt van onderzeese pijpleidingen. Ook aardgas dat op andere continenten ontgonnen is, wordt via deze pijpleidingen vervoerd. Zo ontvangen Italië en Spanje gas uit Algerije via de Medgazpijpleiding.
In de Noordzee ligt meer dan 2000 km aan pijpleidingen. Zo zijn er de leidingen Norpipe, Statpipe en Europipe die de velden van de Noorse aardgaszone verbinden met Emden, aan de Duitse kust. De Zeepipe voorziet sinds 1993 het transport van Noors aardgas tussen het gasveld Troll en Zeebrugge. Later werd de Zeepipe ontdubbeld zodat er een pijpleiding in Duinkerke aankomt. Eind 1998 werd de Interconnector in dienst gesteld, een gasleiding tussen Bacton, aan de Britse kust en Zeebrugge. Hierlangs wordt het Britse aardgas naar continentaal Europa vervoerd en omgekeerd. Eind 2006 werd een tweede leiding (de BBL-pijpleiding) tussen Bacton en het continent in gebruik gesteld.

### Methaantankers
Methaantankers vervoeren het aardgas in vloeibare vorm. Aardgas in vloeibare vorm neemt 600 maal zo weinig volume in als in gasvorm, wat het vervoer over zee economisch aantrekkelijker maakt. Aardgas kan vloeibaar gemaakt worden bij een druk van 600 bar of, zoals bij lng, bij atmosferische druk en een temperatuur van –163°C.
De handel in vloeibaar aardgas heeft zich sinds 1990 over heel de wereld sterk ontwikkeld. Het vertegenwoordigt meer dan een kwart van de totale wereldhandel van aardgas. Meer dan de helft van de handel gebeurt in Azië, maar de techniek van de methaantankers werd grotendeels in West-Europa ontwikkeld.

### Opslag van aardgas
Er komen steeds meer gebruikers en toepassingen van aardgas. De continue aanvoer van aardgas moet dus gegarandeerd kunnen worden. Om seizoensgebonden pieken op te vangen (zoals in de winter bijvoorbeeld), wordt het aardgas opgeslagen in bovengrondse reservoirs of in ondergrondse gasopslag.

## Toepassingen
In het verleden is aardgas vaak als een afvalproduct beschouwd van oliewinning en eenvoudigweg afgefakkeld. Affakkelen gebeurt nog als het erg ver van de bewoonde wereld aangetroffen wordt en het transport naar de consument te veel problemen oplevert. Dit is vanuit ecologisch perspectief gezien jammer omdat van de fossiele brandstoffen aardgas de schoonste soort is. Affakkelen is echter beter dan het methaan simpelweg laten ontsnappen naar de atmosfeer, omdat de bijdrage aan het broeikaseffect van methaan ca. 25 maal hoger is dan koolstofdioxide. Nog beter zou het zijn om het gas weer de bodem in te pompen. In de bodem pompen is mogelijk, maar vergt enige extra investering. In arme landen zijn zowel regeringen als oliemaatschappijen vaak niet bereid om deze investeringen te doen. Methaan levert bij verbranding dubbel zoveel water als koolstofdioxide, terwijl steenkool voornamelijk in koolstofdioxide wordt omgezet. Bovendien geeft aardgas vrijwel geen roet of as. Het is gemakkelijker dan steenkool of aardolie te ontdoen van onzuiverheden zoals zwavel met het clausproces.
Aardgas wordt als energiebron gebruikt om te koken en te verwarmen. Aardgas heeft in Nederland sinds de jaren zestig het stadsgas en het stoken op steenkool geheel verdrongen. Daarnaast wordt het in grootverbruik toegepast voor elektriciteitscentrales en stadsverwarming. Elektriciteit geproduceerd met behulp van aardgas heeft het grootste aandeel in de in Nederland geproduceerde elektriciteit, in 2015 41,7% of 45,9 TWh.
Aardgas wordt als grondstof gebruikt in diverse chemische productieprocessen. Van het aardgas wordt bijvoorbeeld ammoniak gemaakt, dat op zijn beurt weer een grondstof voor kunstmest is.
In samengeperste vorm (cng) wordt aardgas gebruikt als alternatieve, relatief schone brandstof voor personenauto's, bedrijfswagens en bussen en in vloeibare vorm (lng) voor vrachtwagens. Vooral in de bebouwde omgeving maakt dit een groot verschil voor de luchtkwaliteit, omdat bij de verbranding van aardgas niet of nauwelijks roetdeeltjes en ander fijnstof vrijkomen. In 2013 is de veiligheid van deze brandstof ter discussie gesteld naar aanleiding van een brand in een stadsbus, waarbij het via een veiligheidsventiel afgeblazen gas een steekvlam van meer dan tien meter veroorzaakte.

## Gasverbruik en kosten

### Europa
De totale aardgasconsumptie in de Europese OESO-lidstaten – was in 2016: 501 miljard kubieke meter (2011: 516). De grootste gasconsumptie binnen de lidstaten van de OESO is vermoedelijk die in het Verenigd Koninkrijk; die bedroeg 98 miljard m³ in 2010. Vlak daarachter zou Duitsland komen met in 2010 een verbruik van 97 miljard m³.

#### Import
De totale binnenlandse productie aan aardgas van de Europese OESO-landen was in 2016 ca. 245 miljard m³ (in 2011: 271 miljard m³). Bij een consumptie van 501 miljard m³ (zie boven) was de netto import dat jaar dus 256 miljard m³.
De belangrijkste niet-OESO-landen die gas leveren aan de Europese OESO-landen waren in 2011:
- de voormalige Sovjet-Unie (dat wil zeggen vooral Rusland, zie ook Gazprom): 134 miljard m³
- Algerije: 49 miljard m³
- Qatar: 41 miljard m³.

Eind 2024 was de doorvoer van Russisch aardgas naar Europa grotendeels stopgezet.

### Nederland
In Nederland werd in 2020 ongeveer 42 miljard m³ aardgas gebruikt. Ruwweg een kwart daarvan (11,6 miljard m³) kwam voor rekening van de industrie; een kwart voor de energievoorziening (met name elektriciteitscentrales) en een kwart voor de huishoudens.
De landbouwsector gebruikte 4 miljard m³ en de gezondheidszorg, onderwijs en overheid samen 1 miljard m³.
Een gemiddeld Nederlands huishouden verbruikte in 2021 ongeveer 1192 m³ gas per jaar. Het gasverbruik daalt door verbeterde isolatie van woningen en de toename van het aandeel hr-ketels in huishoudens. Het gemiddeld verbruik lag in 1996 nog rond de 2100 m³. Ook de warmere winters lijken hierbij een rol te spelen. Hoewel 83% van de huishoudens op gas kookt, vraagt koken slechts 3% van het gasverbruik. De warmwatervoorziening neemt 19% van het verbruik voor zijn rekening en de verwarming 78% (2001).
Tussen 2010 en 2020 is het aardgasgebruik door de landbouw in Nederland met 23% gedaald, het gebruik door de industrie met 7% en het gebruik door huishoudens met 27%.

#### Kosten
Waar de maandlasten met een gemiddeld verbruik in 2019 nog op ongeveer €80 lagen, betreft dit in 2022 ongeveer €210. De kosten van gas vormen in de meeste gevallen het grootste gedeelte van de energierekening.
De onderstaande tabel toont de evolutie van de gemiddelde gasprijs voor huishoudens in regio 3 sinds 2003.
| jaar | prijs per m³ inclusief btw |
| ---- | -------------------------- |
| 2003 | € 0,27                     |
| 2004 | € 0,27                     |
| 2005 | € 0,32                     |
| 2008 | € 0,60                     |
| 2009 | € 0,72                     |
| 2018 | € 0,63                     |
| 2021 | € 0,83                     |
| 2022 | € 2,24                     |

Grote zakelijke gebruikers van gas betalen een veel lager tarief. Gemeten per gigajoule, de gebruikelijke eenheid in zakelijk verband, betaalden de allergrootste gebruikers in het derde kwartaal van 2021 slechts een derde van de prijs die huishoudens betaalden.

#### Toekomst
De Nederlandse regering kiest voor de volgende maatregelen:
- In beginsel wordt er geen nieuwe gasinfrastructuur meer aangelegd in nieuwbouwwijken. De Gaswet is hierop aangepast.
- De aansluitplicht voor gas in de Gaswet is gewijzigd in een breder aansluitrecht op energie-infrastructuur voor verwarming.

In 2050 wil de regering voor alle woningen de gasaansluiting afgeschaft hebben ("van gas los"). De Vereniging Eigen Huis stelt hier vragen bij met betrekking tot de kosten, de alternatieven en het comfort. De VEH schat dat de kosten van afkoppelen en ombouwen kunnen oplopen tot tienduizenden euro per woning. Het energieneutraal maken van een gemiddelde woning kan al 50.000 euro kosten, en is afhankelijk van de startsituatie, de grootte van de woning en de gemaakte keuzes in techniek en apparatuur.

## Geurstof
Schoon aardgas (ontdaan van de zwavelwaterstof) is reukloos. Om ervoor te zorgen dat weglekkend gas snel wordt opgemerkt, voegt men er een geurstof aan toe. In Nederland wordt hiervoor 18 mg/m³ tetrahydrothiofeen (THT) toegepast. In delen van Duitsland, Oostenrijk en het Verenigd Koninkrijk wordt tert-butylthiol gebruikt. In België worden beide stoffen toegepast met telkens een soort geurstof per aardgasdistributienet. Ook dimethylsulfide, andere thiolen (zoals ethaanthiol en 2-propaanthiol) en niet-zwavelbevattende geurstoffen (zoals methylacrylaat en ethylacrylaat) worden gebruikt. Belangrijk is dat men het gas al ruikt voordat het mengsel lucht-aardgas explosiegevaarlijk wordt. Op die manier is men tijdig gewaarschuwd en kunnen de nodige maatregelen genomen worden. De geur zal opgemerkt worden vanaf circa 1% aardgas in de lucht.
Ter beveiliging van gastoevoer wordt ook wel gasgebrekbeveiliging toegepast.

## Methaan uit biovergisting
Het proces waarin methaangas gevormd wordt, hoeft niet eeuwen te duren, zoals voor olie en steenkool het geval is. Telkens wanneer organische stoffen anaeroob worden afgebroken ontstaat methaan, tezamen met gassen als koolstofdioxide en waterstofsulfide. Dit natuurlijke proces treedt alleen op bij afwezigheid van zuurstof, omdat anders een composteringsproces voorrang krijgt. Bij compostering ontstaat in principe geen methaangas.
In de natuur komt dit proces onder andere voor onder de waterspiegel van moerassen. Een andere vorm van dit proces is biovergisting waarbij biogas wordt gevormd, dat vervolgens gebruikt wordt om elektriciteit op te wekken. Daarnaast kan het biogas ook worden opgewerkt tot aardgaskwaliteit en ingevoerd worden in het gasnet.

## Aardgas van anorganische oorsprong?
Een team van Indiana University onder leiding van Henry Scott bracht calciet (CaCO3), ijzeroxide (FeO) en water (H2O) in een laboratorium onder een hoge druk van vijf tot elf gigapascal. Tegelijkertijd werden deze stoffen verwarmd met behulp van een laser. Op deze wijze werden de omstandigheden die op 10 kilometers diepte in de aardkorst moeten heersen, nagebootst. Tijdens het experiment werd methaan (CH4) gevormd. Dit voedde de discussie over een eventuele anorganische oorsprong van aardgas. Op de Saturnusmaan Titan en de planeet Mars komt ook methaan voor.

## CO2-uitstoot
Bij de verbranding van 1 m³ (1 bar, 0 °C) aardgas komt ca 1,8 kg CO2 vrij.
Dit betreft uitsluitend de CO2 die aanwezig is in aardgas zelf en die vrijkomt bij verbranding. Dit is echter maar een gedeelte van de totale hoeveelheid CO2-uitstoot die aardgas als product veroorzaakt. Volgens de well-to-wheel methodiek wordt ook alle CO2 die ontstaat bij het opsporen, produceren, reinigen, transporteren, op druk brengen en opslaan van aardgas, toegerekend aan de CO2-uitstoot van aardgas. Dat kan zo'n 20% van de totale uitstoot bedragen, daarmee komt de uitstoot op 2,2 kg CO2 per m³ aardgas. Biobrandstoffen worden op een vergelijkbare wijze beoordeeld.
Aardgas/methaan is bovendien zelf een veel krachtiger broeikasgas dan CO2 wanneer het onverbrand in de atmosfeer terechtkomt. Onder invloed van zonlicht en de daardoor aangemaakte OH-radicalen wordt methaan in de atmosfeer op den duur geoxideerd, dat wil zeggen naar CO2 omgevormd. De gemiddelde levensduur van methaan in de atmosfeer ligt rond de 12 jaar.

## Distributie
- Fluvius (fusie tussen Eandis en Infrax) (Vlaanderen)
- Nederlandse Gasunie (Nederland)